# Symfonie nr. 1 (Aho)
Kalevi Aho voltooide zijn Symfonie nr. 1 in het najaar van 1969.

## Geschiedenis
Aho begon in de lente van 1969 aan zijn loopbaan als uitvoerend componist. Hij werd toen nog onderwezen aan de Sibeliusacademie. Zijn eerste werk was kamermuziek, een fantasie voor viool en piano. Het zou nooit voltooid worden. Een tweede poging was een strijkkwartet. Toen hij de noten van het eerste deel op papier had, liet hij het zien aan zijn docent Einojuhani Rautavaara. Dei zag wel wat in het stuk, maar niet voor strijkkwartet, hij zou het beter vinden als Aho het deel zou uitwerken voor een compositie voor symfonieorkest. Toen Aho vier delen op papier had, vertrok hij opnieuw naar Rautavaara. Rautavaara opperde de titel van het werk: Symfonie. Het duurde vervolgens 1½ jaar voordat deze symfonie werd uitgevoerd. Op 18 februari 1971 gaf Jorma Panula leiding aan het Filharmonisch Orkest van Helsinki.
Aho zou een lange traditie houden met symfonieën. In 2010 voltooide hij zijn vijftiende.

## Muziek
De symfonie past eigenlijk niet in de woelige klassieke muziek van de 20e eeuw. Het grijpt terug op de eeuwenoude traditie van de fuga. De fuga is echter niet frivool, maar zo “strak” op papier gezet, dat het een obsessieve klank krijgt. 

### Delen
De symfonie heeft een traditionele vierdelige opzet:
1. Andante
2. Allegretto
3. Presto
4. Andante – Allegro non troppo.

De fuga is direct te horen in deel 1. De starheid is enorm en de intervallen klein, waardoor een beklemmende sfeer ontstaat. Deel twee is geschreven in de stijl van de wals (Finnen zijn dol op dansen). De wals laat echter de fuga niet ontsnappen en ook dit deel zit volkomen vast. Ook in deel drie is de fuga volop aanwezig. Het thema lijkt zich eindelijk vrij te kunnen bewegen zoals tijdens de barok, maar het is slechts schijn. Het dringt zich aan de luisteraar op. Deel vier is de omgekeerde fuga van deel 1 en ook deze fuga laat ten slotte geen oplossing horen. 

### Orkestratie
- 2 dwarsfluiten, 2 hobo’s, 2 klarinetten, 2 fagotten
- 2 hoorns, 2 trompetten, 2 trombones
- 1 percussie, 1 harp
- violen, altviolen, celli, contrabassen

## Discografie
- Uitgave BIS Records: Osmo Vänskä met het Symfonieorkest van Lahti, opname 1989

Nr. 1 · Nr. 2 · Nr. 3 · Nr. 4 · Nr. 5 · Nr. 6 (1979-1980) · Nr. 7 Insectensymfonie · Nr. 8 · Nr. 9 · Nr. 10 · Nr. 11 · Nr. 12 Luostosymfonie · Nr. 13 · Nr. 14 Rituelen · Nr. 15
Alles Vergängliche (Orgelsymfonie)